# Kimberly Geist
Kimberly Geist (Allentown, 29 de abril de 1987) es una deportista estadounidense que compite en ciclismo en la modalidad de pista, especialista en las pruebas de persecución por equipos y puntuación.
Ganó tres medallas en el Campeonato Mundial de Ciclismo en Pista, entre los años 2015 y 2018.

## Medallero internacional
| Campeonato Mundial | Campeonato Mundial       | Campeonato Mundial | Campeonato Mundial      |
| Año                | Lugar                    | Medalla            | Competición             |
| ------------------ | ------------------------ | ------------------ | ----------------------- |
| 2015               | Saint-Quentin (Francia)  | Medalla de bronce  | Puntuación              |
| 2017               | Hong Kong (China)        | Medalla de oro     | Persecución por equipos |
| 2018               | Apeldoorn (Países Bajos) | Medalla de oro     | Persecución por equipos |